# 릴리 미로닉
릴리 미로지닉(Lili Mirojnick, 1984년 4월 9일 ~ )은 미국의 배우이다.
뉴욕에서 태어났다.

## 출연 작품

### 영화
- 도미노 (2005)
- 클로버필드 (2008) - 레이 역
- 지.아이.조: 전쟁의 서막 (2009)
- 플랜 B (2010)
- Psyche (2011) - 로즐린 역 (단편)
- 프렌즈 위드 베네핏 (2011)
- The Levenger Tapes (2011) - 킴 역
- Born Wild (2012) - 조이 대니얼스 역
- 슈퍼패스트! (2015) - 조대나 역

### 텔레비전
- 퍼슨 오브 인터레스트 (2011)
- 해피! (2017-19)